# 从化学宫大成殿
从化学宫大成殿，位于中国广东省广州市从化区街口街道从化中学内，为广州市文物保护单位，类型为古建筑，公布时间为1993年8月。
从化学宫大成殿的历史年代为清。